# Aleksander Żywiecki
Aleksander Żywiecki (ur. 15 lipca 1962) – artysta malarz, pejzażysta, przedstawiciel współczesnego nurtu malarstwa realistycznego w Polsce.

## Życiorys

### Wykształcenie
Aleksander Żywiecki urodził się w Katowicach. Absolwent Państwowego Liceum Sztuk Plastycznych w Katowicach, do którego uczęszczał w latach 1977–1982. Studia na Wydziale Grafiki Akademii Sztuk Pięknych w Krakowie, Filia Katowicach w latach 1982–1988, gdzie związany był z pracownią malarstwa i rysunku prof. Jacka Rykały. Dyplom z zakresu projektowania graficznego uzyskał w pracowni prof. Adama Romaniuka i grafiki warsztatowej w pracowni Stanisława Gawrona.

### Wystawy
W latach studenckich uczestniczył w wystawach i konkursach plastycznych. Otrzymał nagrody na „Ogólnopolskim Przeglądzie Grafiki Studenckiej” i w konkursie na „Inną, nową książkę.” Po ukończeniu nauki był zapraszany przez właścicieli europejskich i światowych galerii, m.in. prezentował swoją twórczość w Niemczech (poplenerowa wystawa w Sahlmule, 1993), w Belgii (w galerii Centre Culturel Jean Degous, Beloeil, Belgia 2001) oraz w USA (Anya Tish Gallery, Houston, USA 2000).
Autor ponad 30 wystaw indywidualnych w Polsce, m.in. w galerii Arkada, Wrocław 1997, cykliczne wystawy w Galerii Kocioł Artystyczny Kraków 1997, 1999, 2002, 2006, retrospektywna wystawa w Muzeum Śląskim, Katowice 1999, wystawa w galerii Radia Katowice Na żywo, Katowice 2006, wystawa w Miejskiej Galerii Sztuki, Chorzów 2007, retrospektywną wystawę twórczości w galerii Panorama (Tomaszowice pod Krakowem 2010) i wystawę w Galerii Sztuki Współczesnej, Kołobrzeg 2013.
Pełna lista wystaw indywidualnych:
- galeria ARS Catholica. Katowice 1995.
- galeria 6. Gliwice 1995.
- galeria Arkada, Wrocław 1995.
- galeria Kolor, Bytom 1996.
- galeria Art-Nova 1, Katowice 1996.
- galeria Arkada, Wrocław 1997.
- galeria Kocioł Artystyczny, Kraków 1997.
- galeria Kocioł Artystyczny, Kraków 1999.
- Muzeum Śląskie w Katowicach 1999.
- galeria Kowadło, Katowice 2000.
- Centre Culturel Jean Degous, Beloeil, Belgia 2001.
- galeria Atelier, Chorzów 2002.
- galeria Kowadło, Katowice 2002.
- galeria Kocioł Artystyczny, Kraków 2002.
- galeria Polskiego Radia Katowice Na żywo, Katowice 2003.
- galeria Kocioł Artystyczny, Kraków 2006.
- galeria Galeria Sztuki MM, Chorzów 2007[4].
- Tomaszowice Manour, Tomaszowice near Cracow, 2010[5].
- galeria „Na Wprost”, Iława 2011[6].
- galeria Wieża Sztuki, Kielce, 2013[7]
- Galeria Sztuki Współczesnej, Kołobrzeg 2013[8].

### Plenery
Aleksander Żywiecki to artysta pracujący i tworzący w plenerze, uczestnik plenerów w Polsce m.in. w Dolinie Biebrzy, na Wyżynie Krakowsko-Częstochowskiej, na Polesiu, w Puszczy Białowieskiej, w Rezerwacie Ujście Warty. W roku 2008 i 2009 wielokrotnie wyjeżdżał na Ukrainę na tereny dawnych Kresów Polskich. Powstały wtedy liczne prace ukazujące pejzaże Dniestru. Z tego okresu pochodzi wiele szkiców rysunkowych i obrazów olejnych, w tym jedno z najbardziej cenionych dzieł „Dniestr o zmierzchu pod Mariampolem”.

## Malarstwo

### Inspiracje
U źródeł twórczości Aleksandra Żywieckiego leży fascynacja estetyką i poetyką nurtu Stimmungowego w malarstwie pejzażowym schyłku XIX i początku XX wieku, w którym nastrojowe wizje dzikiej natury utożsamiane są z „pejzażem wewnętrznym” stanów emocjonalnych ludzkiej duszy.

### Cechy stylu i tematyka
We wczesnym okresie kariery, w latach 80. XX w. w pracowni artysty powstawały prace abstrakcyjne utrzymane w nurcie postmodernistycznym, tworzone z wykorzystaniem nowoczesnych mediów i nietypowych materiałów. Lecz, jak pisze o nim Jerzy Madeyski, początkujący wówczas malarz „rychło dostrzegł, że abstrakcja potrafi wyłącznie oddawać wrażenia i uczucia nadzwyczaj ogólne, a to mu nie wystarczało. Abstrakcja zaczęła go więc nużyć i nudzić.”
Od początku lat 90. XX w. artysta skupił się wyłącznie na pejzażu, który odtąd stał się jedynym podmiotem jego poszukiwań artystycznych. Jednocześnie zarzucił eksperymenty formalne postanawiając tworzyć wizerunki natury przy użyciu tradycyjnych technik malarskich.
Przyroda na płótnach Żywieckiego jest oderwana od naszej ludzkiej rzeczywistości, istnieje poza człowiekiem i pozostaje wolna od jego wpływu. Jak pisał Jerzy Madeyski, Aleksander Żywiecki „maluje pejzaż bezludny, pozbawiony jakże ongiś modnego, a nawet obowiązującego sztafarzu, a nawet choćby tylko śladów ludzkiej egzystencji.” W przedstawieniach artysty natura pozostaje dziewicza, surowa, dzika i różnorodna w swych przejawach: czasem nieprzyjazna, wroga i brutalnie dramatyczna a czasem łagodna, wręcz spokojnie sielankowa. Zawsze jednak jest bytem niezależnym, tworem pierwotnym, nieskalanym wpływami cywilizacji i nie poddanym ludzkiej kontroli.
Żywiecki, ukazując przyrodę, czerpie z tradycji malarstwa pejzażowego romantycznego i postromantycznego, w szczególności ze spuścizny malarstwa polskiego reprezentującego XIX wieczną szkołę monachijską (polscy malarze na emigracji). Podobnie jak u jego poprzedników, u współczesnego artysty wizerunki przyrody pełnią rolę zwierciadła duszy autora.
Skupiwszy się na malarskich wizjach przyrody Aleksander Żywiecki raz na zawsze zarzucił eksperymenty formalne. Zaczął tworzyć w duchu tradycji, skłonił się ku realizmowi, który, przed nastaniem awangardy XX wieku, w kilkusetletniej historii malarstwa, był nurtem wiodącym .
We własnej opinii artysty, w jego dojrzałej twórczości wyraźne staje się dążenie do syntezy i oszczędnej formy. Eliminowane są obiekty materialne, szczegóły oraz elementy narracyjne. Znikają dosłowności a pejzaż ulega redukcji do przedstawień ulotnych form i niematerialnych sił przyrody. Treścią obrazu stają się rozległe ziejące pustką przestrzenie, ciemności panujące w samym sercu lasu, zjawiska atmosferyczne takie jak mrok przed burzą, mgła czy ruch wiatru podczas gwałtownej ulewy.

### Grupa 4 pejżaże
W lipcu roku 2012 z inicjatywy Aleksandra Żywieckiego zawiązała się grupa 4 pejzaże w skład której weszli: Aleksander Żywiecki, Andrzej Kacperek, Paweł Kotwicz oraz Jan Wołek. Aleksander Żywiecki jest współautorem manifestu grupy. Według manifestu, ważnym celem grupy 4 pejzaże jest utorowanie drogi innym niż uznane przez współczesnych im krytyków rodzajom twórczości, w tym malarstwu, którego dążeniem jest oddziaływanie estetyczne i wywoływanie wzruszeń.

## Rysunek
Obok malarstwa olejnego w dorobku Aleksandra Żywieckiego znajdują się również rysunki. Wiele prac zostało wykonanych ołówkiem lub częściej szerokim bloczkiem grafitowym, dzięki któremu artysta osiąga efekty malarskie. Powstałe w ten sposób rysunki służą jako szkice studyjne do obrazów, ale także stanowią odrębne i traktowane na równi z obrazami olejnym samoistne i skończone dzieła sztuki. Największe ze zbiorów to rysunki Puszczy Białowieskiej, dębów Rogalińskich oraz rysunki z Polesia i Biebrzańskich rozlewisk.